# A. E. Staley
A. E. Staley, mit Sitz in Decatur in Illinois, war ein US-amerikanisches Unternehmen zur Verarbeitung von Getreide und Ölsamen zu verschiedenen Produkten, die in Lebensmittel, Getränke, industrielle und Futter-Produkte eingesetzt werden. Es ist heute ein Teil des britischen Unternehmens Tate & Lyle LLC.
Augustus Eugene Staley (1867–1940) gründete 1898 in Baltimore ein Vertriebsgesellschaft für Speisestärke. 1909 kaufte er in Decatur eine Fabrik, um selbst in die Stärkeproduktion einzusteigen, und nahm im März 1912 die Produktion auf. 
Staley war ein Anhänger der Idee des Profi-Football und war Mitgründer 1920 der American Professional Football Association, der späteren National Football League (NFL), an der auch seine Decatur Staleys teilnahmen,. Die Spieler waren Halbprofis, die in seiner Fabrik arbeiteten. Aus den Decatur Staleys sind die heutigen Chicago Bears entstanden.
1988 erwarb Tate & Lyle 90 % der Anteile an A. E. Staley. 2000 wurden die restlichen 10 % übernommen.